# Волков, Юрий Геннадьевич
Юрий Геннадьевич Волков (род. 1 июня 1986, пос. Новая Читинского района Читинской области) — российский журналист, партийный и политический деятель.
Депутат Государственной Думы VII созыва. Член комитета Госдумы по федеративному устройству и вопросам местного самоуправления. Член фракции «ЛДПР».
Единственный депутат от ЛДПР, проголосовавший за повышение пенсионного возраста.

## Биография
В 2008 году получил высшее образование по специальности «учитель истории» окончив Забайкальский государственный гуманитарно-педагогический университет им. Н. Г. Чернышевского. В 2011 году прошёл переподготовку по специальности «государственное и муниципальное управление» в Дальневосточной академии государственной службы.
С 2006 по 2007 год работал на радиостанции Забайкалья «Популярное радио» в должности ведущего информационных программ. С 2007 по 2008 год работал в подразделении Всероссийской государственной телерадиокомпании (ВГТРК) «Чита» в должности редактора и ведущего информационных программ «Вести-Чита» и «Вести+». С 2008 по 2011 год работал на радиостанции «Радио Сибирь» ведущим информационных программ и редактором. В 2011 году работал в Забайкальской краевой организации профсоюза образования и науки РФ в должности заведующего отделом информации. В 2012 году работал помощником Василины Кулиевой, депутата Госдумы, которая досрочно сложила депутатские полномочия в декабре 2012 года.
В октябре 2012 года был избран по спискам партии «ЛДПР» депутатом Совета муниципального района «Нерчинский район» V созыва. С 2013 работал Региональном отделении ЛДПР в должности заместителя координатора регионального отделения партии. В сентябре 2013 года баллотировался в Заксобрание края по спискам партии «ЛДПР», первоначально в депутаты не прошёл, Волкову был передан вакантный мандат депутата Законодательного собрания Забайкальского края II созыва одного из избранных депутатов, отказавшихся от полномочий.
В сентябре 2016 года выдвигался в Госдуму по спискам партии «ЛДПР», в результате распределения мандатов избран депутатом Госдумы РФ VII созыва.
Осенью 2018 года со скандалом вышел из ЛДПР. Этому предшествовал открытый конфликт с лидером партии В. В. Жириновским, фактически выгнавшим депутата из партии за голосование в пользу пенсионной реформы. После чего вступил в партию «Справедливая Россия». На выборах в Госдуму VIII созыва в 2021 году баллотируется по Читинскому одномандатному округу и по спискам Региональной группы партии № 5 (Республика Бурятия, Республика Тыва, Забайкальский край, Иркутская область), третий номер.
C декабря 2021 года является вице-президентом Русско-Азиатского Союза промышленников и предпринимателей (РАСПП)[значимость факта?]